# Veïnat de les Serres
Veïnat de les Serres – miejscowość w Hiszpanii, w Katalonii, w prowincji Girona, w comarce Gironès, w gminie Cassà de la Selva.
Według danych INE z 2004 roku miejscowość zamieszkiwało 97 osób.